# Affaire Jean-François André
L'Affaire Jean-François André est une affaire criminelle française qui débute le 8 août 2003 dans l'après-midi, lorsque le corps de Jean-François André est découvert à quelques dizaines de mètres de son lieu de résidence à Anneyron, dans le département de la Drôme, en région Auvergne-Rhône-Alpes.
Ce cas est considéré comme exceptionnel dans l'histoire de la région par son histoire en deux actes : la mort de Jean-François André et les conséquences de ce crime.
Cette affaire bouleverse les villages aux alentours, puisque la victime est connue de tous les adeptes de la pratique de la moto, aussi appelés « bikers ». Cet univers est réputé pour l'exclusivité de ses membres.
Cette affaire reste non élucidée.

## Biographie de Jean-François André

### Enfance de Jean-François André
Fils d'ouvrier, Jean-François André naît le 23 juin 1961 à Bourg-de-Péage dans la (Drôme).
Tout ce que l'on sait de l'entourage de Jean-François André, ce sont les prénoms de sa sœur, Jocelyne, son père, Marcel, et sa fille, Jennifer. Son surnom « La Pie » lui a été donné par un ancien du village car il arborait toujours des chromes et autres pièces brillantes sur sa moto, en référence aux pies qui sont attirées par tout ce qui brille.
Dès son plus jeune âge, il se passionne pour l'univers de la moto. En 1975, à l'âge de 14 ans, il obtient sa première mobylette. 
Durant les années 1970, il rencontre « Franck », son premier « frère » (surnoms que se donnent les bikers d'un même club) et ils fondent ensemble leur premier club appelé « Canette Givrée ».
Selon ses proches, il était d'une droiture exemplaire et avait un caractère de leader.
Il n'a aucune activité professionnelle déclarée jusqu'en 1985, lorsqu'il devient père, date à laquelle il se lance alors dans la création d'un bar situé dans une grande bâtisse au hameau du Creux de la Thine dans le département de la Drôme avec l'argent d'un héritage. Le « RN7 » (en lien avec la Route nationale 7 qui passe à côté du bar) voit donc le jour, et devient très rapidement populaire chez les fans de moto. 
La Pie organise beaucoup de concentrations de moto, ce qui augmente sa visibilité et accélère sa popularité dans la région.
Durant cette période, il crée le MC Drôme, son propre moto-club, communément désigné par les initiales MC dans le monde des bikers.
Pour intégrer le MC Drôme, il faut être une personne de sexe masculin, posséder une Harley-Davidson, et jurer secours et fidélité à tous les membres du club. La Pie offre aux plus méritants des patchs qui se cousent sur le blouson ou le kutte, montrant l'appartenance au club. Ces patchs se nomment aussi les « couleurs » du club de moto. La devise du MC Drôme est « Respect-Amitié-Fraternité ». Cette devise est tatouée sur l'avant bras de « l'Indienne », la confidente de La Pie.

### Inspiré par les États-Unis
Jean-François André a une passion pour les États-Unis, où il va souvent passer ses vacances.
Les bikers sont reconnaissables physiquement grâce à leurs blousons noirs, leurs tatouages et ils ne portent pas de casques. Le célèbre modèle de moto Harley-Davidson est un symbole de liberté pour les fans de moto.
Il va souvent à Laconia, situé dans l’État du New Hampshire. Tous les mois de juin depuis 1923 pendant une semaine se déroule une grande concentration de motards presque exclusivement masculins. Une concentration est un événement où des passionnés de moto se rejoignent afin de partager leur passion. Les activités principales sont d'afficher sa moto, d'acheter des nouveaux patchs ou encore de boire de l’alcool en regardant des strip-teaseuses. On peut également voir plusieurs clubs célèbres aux États-Unis, ou même dans le monde entier, comme les Submarines Veterans, les Nam Knights MC, ou encore les Soldiers For Jesus, un moto-club de motards réputé pour ses membres ayant arrêté l'alcool, les drogues et tout ce qui est illégal.

### Les Hells Angels
Les Hells Angels est l'un des clubs qui intéressent particulièrement Jean-François André.
Ce moto-club créé en 1948 en Californie est connu après la Seconde Guerre mondiale comme étant des rescapés de la guerre. Puis en 1969, ils assurent la sécurité du groupe Rolling Stones pendant leur concert en Californie lorsque l'un des spectateurs afro-américain brandit une arme en direction du groupe. Un membre des Hells Angels le neutralise puis le tue en le poignardant à deux reprises. Cet événement leur a donné leur réputation actuelle et mondiale de bad boys.
Jean-François André rêve d'intégrer ce club, de faire partie des Hells Angels. Son but est d'abord d'avoir une affiliation avec les Hells Angels, il en fait donc la demande qui est acceptée. À la fin des années 1980, le MC Drôme devient donc le « club support des Hells Angels ».

### Le MC Drôme étend son territoire
Le moto-club de Jean-François André possède un territoire, où il compte bien faire régner ses propres lois. À la fin des années 1990, le territoire du MC Drôme s'étendait du sud de Lyon jusqu'au nord de Marseille. Durant ces années, La Pie est le seul à avoir une activité professionnelle dans le club, les autres sont presque tous financièrement dépendant de La Pie. Il note tous ses prêts dans son carnet noir qu'il garde tout le temps près de lui. Il organise également des trafics sur son territoire car ses activités légales ne rapportent pas assez. Ces trafics consistent à voler les camions sur la Nationale 7 pour ensuite revendre les lots dans la région. Jean-François André se fait souvent arrêter par la police, mais il ne sera jamais condamné.

### Rencontre avec Michel Di-Bacco
Jean-François André rencontre Michel Di-Bacco en 1992, lorsque ce dernier sort juste de prison. Lui et La Pie deviennent vite de très bons amis. Ensemble, ils investissent dans des placements de machines à sous dans les cafés. Selon Jennifer, ils se voyaient très souvent. Cependant, en 1999, ils se séparent avec des raisons mystérieuses. Selon « Le Vampire » (un proche de La Pie), Michel Di-Bacco aurait investi dans un trafic de drogues dans la région, donc sur le territoire de Jean-François André. Ce dernier ne l'aurait pas toléré, et les vieux amis se seraient donc séparés.

### Les nouveaux projets de La Pie
Jean-François André souhaite sortir de l'illégalité. Selon sa fille, il veut « arrêter tout ce qui était illégal, mais pas la moto ». C'est dans cette optique qu'avec « Le Vampire », il investit dans une grande bâtisse à Saint-Vallier.  Il a pour projet de créer le plus grand centre européen pour les Bikers. De son vivant, La Pie n'aura eu le temps d'organiser qu'un seul concert.

### La dissociation avec les Hells Angels
En 1997, Jean-François André fait une demande officielle aux Hells Angels. Il veut que le MC Drôme passe du statut de club support à celui de club Hells Angels à part entière.
Les Hells Angels refusent, et un règlement de comptes violent se fait alors entre le moto-club et La Pie. Selon Jennifer, sa fille, il aurait eu un « mauvais comportement à l'égard des Hells Angels ».

### Les Outlaws
À la suite du refus catégorique des Hells Angels, La Pie tente de s'allier aux Outlaws (hors-la-lois en français). Les Outlaws, club ennemi des Hells Angels, souhaitent justement avoir un chapitre en France.
En 2000, certains membres du MC Drôme (dont La Pie, Le Vampire ou encore Franck) voyagent en Allemagne, en Belgique et en Angleterre dans le but de rencontrer les Outlaws installés dans ces pays-là.
Le 26 juillet 2003, le MC Drôme est convoqué à Manchester en Angleterre par les responsables européens des Outlaws pour chercher les « couleurs » des Outlaws et les ramener en France.
Depuis la mort de La Pie, il existe un moto-club Outlaws en France, au Havre. Tous les ans, l'association organise une journée de commémoration pour Jean-François André.

## Le meurtre de Jean-François André

### Les faits du soir du meurtre de Jean-François André
Le 6 août 2003 au soir, Jean-François André est avec des amis à son bar au hameau du Creux de la Thine.
À 22 heures 30, il décide de rentrer chez lui à Anneyron dans sa maison, appelée « La Ferme », alors que sa famille est partie en vacances. Puisqu'il est le chef du moto-club, les règles de ce dernier affirment qu'il doit se faire escorter jusque chez lui par l'un de ses frères, mais personne n'est disponible ce soir-là. De plus, il ne porte pas son kutte doublé en Kevlar. C'est donc seul qu'il parcourt les 1 700 mètres le séparant de son domicile.
D'après la police, une personne attendait à l'angle d'un des murs d'enceinte de la maison de la victime et lui aurait tiré dessus neuf balles en direction de son flanc gauche, le touchant une seule fois. La victime aurait donc accéléré pour échapper à son assassin. Blessé, Jean-François André dépasse sa maison, puis chute sur la gauche dans un champ de maïs. L'assassin aurait remonté le chemin, pour lui tirer une dernière balle dans la tête afin de l'achever. Le maïs étant haut à cette période de l'année, le corps est découvert deux jours plus tard,. Les informations varient selon les sources. Certains disent que c'est la femme de Jean-François André qui l'a découvert, d'autres que c'est son colocataire.   

### L'enterrement
L'enterrement de La Pie s'est déroulé à Quintenas. Plus de 2 000 motards sont présents. Son cercueil est porté par des bikers de quatre nationalités différentes. C'est l'hommage réservé aux chefs.

## Enquête
L'enquête sur le meurtre de Jean-François André, dit La Pie s'est organisée autour de 3 pistes.

### Première piste: un assassinat lié au club des «Outlaws»
Le procureur de Valence note dans son rapport : « Il pourrait s'agir d'un règlement de comptes entre bandes rivales de bikers. Les Outlaws étaient rivaux des Hells Angels » dit Margaret Bouthier-Perrier, l'avocate de Jennifer André. « On est dans un monde de motards que, peut-être, ni vous ni moi ne connaissons vraiment. C'est un monde de motards, un monde peut-être illégal. »
Cette piste affirme donc que les membres du moto-club « Hells Angels » auraient tué le chef du moto-club ennemi. Cette piste est rapidement éloignée par la police puisque si cela avait été un règlement de comptes entre clubs, tous les membres du MC Drôme auraient été tués également.
L'avocate de Jennifer affirme d'ailleurs : « Je ne crois pas que La Pie ait cette envergure internationale qui fasse qu'il puisse être une cible de quelconque clubs de moto. C'est un point de vue, ce n'est pas une vérité. »

### Deuxième piste: assassinat commis par des proches
Une deuxième piste a été proposée, : celle de l'assassinat par des proches, donc par sa famille et/ou son moto-club. Lorsque le corps de Jean-François André a été remis à sa famille, il manquait son carnet noir où il notait tout ce qu'il prêtait à ses « frères », et depuis, la victime a décidé d'arrêter l'illégalité, donc il ne pourrait plus répondre aux besoins de tous ceux qui dépendaient financièrement de lui et donc qui n'avaient aucune activité professionnelle.
De plus, le soir du meurtre, il ne portait pas sa jacket doublée en Kevlar, qui aurait pu amortir le choc des balles, puisqu'il l'avait donné à sa confidente l'Indienne afin qu'elle puisse lui coudre un nouveau patch. Cette dernière affirme que « les seules personnes qui étaient au courant que La Pie n'avait pas sa jacket doublée, c'étaient tous ses frères qui étaient au bar avec lui ce soir-là. ».
Dix-sept personnes vont donc être mises en garde à vue pour différents mobiles : les dettes non remboursables, la jalousie à l'égard du chef.
Mais la piste s’effondre puisque les dix-sept personnes ont un alibi.

### Troisième piste: Michel Di-Bacco
Depuis leur séparation en 1999, la haine entre Michel Di-Bacco et la victime était connue de tous.
Il est alors mis en garde à vue, et explique un incident qui s'est passé entre lui et La Pie le 30 juillet 2003. Michel Di-Bacco dînait à un restaurant au Creux de la Thine, lorsque La Pie est arrivé armé en se plaignant de Michel et de son ami « Aldo ». Aucun blessé n'aurait été déclaré ce jour-là, même si un coup de feu aurait été tiré par La Pie. La théorie de la haine est abandonnée dès lors que Michel Di-Bacco donne son alibi : en effet, il était à un bar dans le village de Saint-Vallier avec Aldo et un témoin, le beau-père de Michel Di-Bacco. Il n'a donc pas été mis en examen.

### Un appel anonyme: un nouveau suspect
La Justice n'abandonne pourtant pas les recherches car un appel anonyme venant du réquisitoire du procureur affirme : « Le commanditaire serait Michel Di-Bacco qui aurait été braqué et menacé quelque temps auparavant par La Pie ». « Le tireur serait un associé de Di-Bacco. Il a les cheveux gris coiffés en queue de cheval. »
Après quelques recherches, les policiers trouvent l'individu décrit dans l'appel anonyme : Gérald Crouzet, un ami de Michel Di-Bacco, ancien biker et collectionneur d'armes.
La Justice le met donc en garde à vue et perquisitionne chez lui afin de trouver une arme correspondant à l'arme du crime, mais ils ne trouvent rien.
L'ancien ami de La Pie nourrit lui-même une rumeur lorsqu'il est ivre à son bar : il aurait tué Jean-François André avec Aldo et Gérald Crouzet. Selon Philippe Gagnant, l'ancien avocat de Michel Di-Bacco : « Ce n'est pas impossible qu'il se soit vanté de choses qu'il n'ait pas faites ».

## Meurtres en série
Meurtres en série

### Le meurtre de Gérald Crouzet
Le 13 mai 2008, Gérald Crouzet décède dans sa voiture sur la route d'Arras-sur-Rhône. Sur le siège passager du véhicule de Gérald Crouzet se trouvent des traces de sang qui se propagent même sur les sièges arrière ainsi que sous le pavillon de toit, mais aucune trace sur le siège conducteur. Les secours affirment qu'il aurait eu une crise cardiaque, perdant le contrôle de son véhicule, sortant de la route et heurtant un gros rocher.

### Le meurtre de Michel Di-Bacco
Le 29 juillet 2008 : Michel Di-Bacco est sur la terrasse de son bar, lorsque deux hommes en moto se garent sur le parking de la place. L'un des deux hommes sort un pistolet mitrailleur de calibre 9 millimètres et tire 13 balles sur Michel Di-Bacco. Il meurt sur le coup.
Après l'assassinat de Michel Di-Bacco, il est procédé à l’exhumation du corps de Gérald Crouzet afin de vérifier si les deux affaires sont liées. Les médecins découvrent alors qu'il a été tué d'une balle dans le crâne. L'hypothèse est alors émise que les deux assassinats sont liés.

### Honoré Zanchi, le principal suspect
Les forces de police vont donc s’intéresser à l'un des meilleurs amis de La Pie : Honoré Zanchi.
Selon sa fille Jennifer, Honoré Zanchi était très proche de La Pie : « C'était un ami très proche de mon père, qui a toujours été là pour les moments difficiles. » Honoré Zanchi est sorti de prison 15 jours avant que les meurtres ne soient commis. Selon son avocat, « Il y a une constance chez Zanchi, c'est cette fidélité. On est d'abord fidèle aux amis, et La Pie était son ami. »
Début 2009, Honoré Zanchi est donc placé sous surveillance discrète, des micros sont placés dans sa voiture.  

### La disparition et le meurtre de Marc Népote-Cit
Le 25 mars 2009, Marc Népote-Cit, mécanicien et le bras droit de Michel Di-Bacco, disparaît à son tour. Peu après, Honoré Zanchi évoque dans sa voiture avec une autre personne inconnue la disparition de Marc Népote-Cit. Il évoque également le lieu où la police va retrouver le corps de la victime, près de la Roche Péréandre, qui signifie « La roche où a péri André ».  
Le 27 avril 2009, Zanchi est arrêté pour 3 crimes : ceux de Gérald Crouzet, Michel Di-Bacco et Marc Népote-Cit. Son avocat affirme qu'il est innocent.
Le 28 mars 2014, il est condamné en appel à 30 ans de réclusion criminelle par la Cour d'Assises de l'Isère, reconnu coupable de deux assassinats et d'un meurtre.